# 貝雷佐夫斯基
貝雷佐夫斯基（波蘭語：Berezowski）是波蘭语姓氏，以下列出此姓氏之人物：

## 貝雷佐夫斯基
- 安東尼·貝雷佐夫斯基（1847年—1916年），波蘭民族解放運動領袖，曾試圖暗殺俄帝亞歷山大二世

### 貝雷佐夫斯卡
- 馬婭·貝雷佐夫斯卡（1893年—1978年），波蘭藝術家